# Staatliche Bauhochschule Weimar
Die Staatliche Bauhochschule Weimar war die Nachfolgeeinrichtung des Bauhauses, die jedoch nur wenige Jahre, von 1926 bis 1930, bestand.

## Geschichte
Als das Bauhaus 1925 das konservative Weimar verlassen musste, erarbeitete Otto Bartning das Konzept für eine „Bauakademie“, die diese Lücke füllen könne. Otto Bartning zählte zu den bedeutenden Architekten der Moderne und war in seinen Arbeiten dem „Neuen Bauen“ verpflichtet. Vielleicht hat ihm diese Ausrichtung im konservativen Thüringen geholfen, sein Konzept der Staatlichen Bauhochschule Weimar durchzusetzen.
Am 22. März 1926 wurde Otto Bartning Direktor der Staatlichen Hochschule für Handwerk und Baukunst, die in der Folge verkürzt die „Bauhochschule“ genannt wurde. Deren Konzept war dem des Bauhauses verwandt. Wie Walter Gropius war auch Otto Bartning Mitglied im Arbeitsrat für Kunst gewesen und hatte sich dort wie im Deutschen Werkbund schon früh als Verfechter der Kunstschulreform gezeigt. Die Staatliche Bauhochschule Weimar setzte diese Ideen in die Tat um: Ziel war die Vereinigung aller Handwerke im Bau.
Das Zentrum der Ausbildung an der Bauhochschule war die Architekturabteilung, die am Weimarer Bauhaus noch gefehlt hatte. Deren Leitung oblag Ernst Neufert, erst seit 1928 beteiligte sich auch Bartning selbst. Der Bauabteilung zugeordnet waren die Werkstätten, die nicht nur als Lehr-, sondern zugleich als Produktivbetriebe fungierten. Unikate und Industriemodelle sowie die Ausstattung für Bauten der Staatlichen Bauhochschule Weimar wurden hier verwirklicht.
Die Ausbildung an der Staatlichen Bauhochschule Weimar war im Vergleich mit dem Bauhaus stärker praxisbezogen: Ziel war es, die „Lehrlinge“ an konkreten Bauprojekten zu schulen. Das Studentenhaus und das mathematische Institut der Carl Zeiss-Stiftung in Jena (1929–30) blieben jedoch die einzigen Werke mit direkter Studentenbeteiligung.
Die Staatliche Bauhochschule Weimar wird nicht nur aufgrund ihres Schulkonzeptes als Nachfolgeinstitution des Bauhauses gehandelt, sondern auch aufgrund der personellen Durchmischung: Viele ehemalige Bauhäusler, die den Umzug nach Dessau nicht mittragen wollten, traten 1926 in die Staatliche Bauhochschule Weimar ein. Zu den ersten Mitarbeitern zählten Otto Lindig, Erich Dieckmann, Wilhelm Wagenfeld und Richard Winkelmayer, ferner Ewald Dülberg und die Weberin Hedwig Heckemann.
Stilistisch offenbart der direkte Vergleich mit den Bauhaus-Arbeiten eine weniger experimentelle Ausrichtung. An der Staatlichen Bauhochschule Weimar legte man größeren Wert auf allgemeine Gefälligkeit, in Materialverwendung und Formgebung blieb man aller Modernität zum Trotz traditioneller. Dies zeigt sich in allen Werkstätten: in den dekorativen Metallarbeiten von Richard Winkelmayer und Wilhelm Wagenfeld, in Dieckmanns strengen, aber zugleich etwas üppigen Typenmöbeln, in Hedwig Heckelmanns schmuckvollen Textilarbeiten und in den fließenden, organischen Töpferwaren von Otto Lindig und Werner Burri.
1930 fiel die Staatliche Bauhochschule Weimar dem Thüringer Nationalsozialismus zum Opfer. Der NS-Ideologe Paul Schultze-Naumburg ersetzte 1930 Otto Bartning. Aus der fortschrittlichen Bauhochschule wurde so innerhalb kürzester Zeit die ideologisch vergiftete „Staatliche Hochschule für Baukunst, bildende Künste und Handwerk“.